# Катастрофа CRJ-100 в Лексингтоне
Катастрофа CRJ100 в Лексингтоне — авиационная катастрофа, произошедшая тёмным ранним утром в воскресенье 27 августа 2006 года. Авиалайнер Bombardier CL-600-2B19 авиакомпании Comair (работала под маркой Delta Connection) выполнял плановый внутренний рейс DL5191 по маршруту Лексингтон—Атланта, но при взлёте выкатился за пределы взлётной полосы, врезался в деревья и разрушился. Из находившихся на его борту 50 человек (47 пассажиров и 3 члена экипажа) выжил 1.

## Самолёт
Bombardier CL-600-2B19 (регистрационный номер N431CA, серийный 7472) был выпущен в январе 2001 года (первый полёт совершил под тестовым б/н C-FMLT). 30 января того же года был передан авиакомпании Comair. Пассажировместимость салона составляла 50 мест. На день катастрофы 5-летний авиалайнер совершил 14 536 циклов «взлёт-посадка» и налетал 12 048 часов. Оснащён двумя двухконтурными турбовентиляторными двигателями General Electric CF34-3A1 — двигатель №1 (левый), выпущенный в декабре 1998 года, был установлен 3 августа 2006 года, его общая наработка составляла 14 850 циклов «взлёт-посадка» и 17 265 часов; двигатель №2 (правый), выпущенный в сентябре 1994 года, был установлен в ноябре 2005 года, его общая наработка составляла 25 373 цикла «взлёт-посадка» и 27 327 часов.

## Экипаж и пассажиры
Состав экипажа рейса DL5191 был таким:
- Командир воздушного судна (КВС) — 35-летний Джеффри Клей (англ. Jeffrey Clay). Опытный пилот, в авиакомпании Comair проработал 6 лет и 9 месяцев (с ноября 1999 года). В должности командира Bombardier CRJ100 — с 14 января 2004 года (до этого управлял им в качестве второго пилота). Налетал 4710 часов, 3082 из них на Bombardier CRJ100 (1567 из них в качестве КВС)[4].
- Второй пилот — 44-летний Джеймс Полехинке (англ. James Polehinke). Опытный пилот, работал в авиакомпании Gulfstream International Airlines в должности командира Beechcraft 1900 и пилота-инструктора (проработал в ней 5 лет — с марта 1997 года по март 2002 года), в авиакомпании Comair с марта 2002 года (проработал в ней 4 года и 5 месяцев). В должности второго пилота Bombardier CRJ100 — с 3 ноября 2005 года. Налетал 6564 часа (940 из них в должности КВС), 3564 из них на Bombardier CRJ100[5].

В салоне самолёта работал один бортпроводник — 27-летний Келли Хейер (англ. Kelly Heyer).
| Гражданство | Пассажиры | Экипаж | Всего |
| ----------- | --------- | ------ | ----- |
| США         | 42        | 3      | 45    |
| Канада      | 3         | 0      | 3     |
| Япония      | 2         | 0      | 2     |
| Всего       | 47        | 3      | 50    |

## Хронология событий

### Подготовка к полёту
КВС Клей и второй пилот Полехинке получили документы на полёт из Лексингтона в Атланту в 05:15; при этом и оператор авиакомпании Comair, и подвозивший их водитель не заметили, чтобы пилоты зевали или хотя бы тёрли глаза, то есть выглядели бодрыми. Полученные на полёт документы содержали прогноз погоды, план полёта, извещения НОТАМ, а также бортовой номер самолёта, на котором будет выполняться полёт. Затем пилоты пошли на перрон, где стояли два Bombardier CL-600-2B19, после чего, сев в кабину одного из них, запустили ВСУ, но вскоре подошёл наземный сотрудник авиакомпании Comair и сказал, что это другой самолёт, поэтому пилоты отключили ВСУ и пересели на нужный борт — N431CA.
В 05:36 была запущена ВСУ, так как в это же время начал работу речевой самописец. Затем пилоты стали выполнять стандартную подготовку к полёту и в 05:48:24 прослушали информацию АТИС, согласно которой для взлёта использовалась взлётная полоса №22, через минуту (в 05:49) второй пилот сообщил диспетчеру о прослушивании АТИС. В эту смену в аэропорту Блю-Грасс работал только один авиадиспетчер, который выполнял сразу три обязанности — диспетчера руления, взлёта и контроля. В 05:49:49 диспетчер передал: Комэйр один девяносто один, Лексингтон-старт. Разрешён полёт до аэропорта Атланта через Боулинг-Грин, маршрут Эрлин два. Сохраняйте шесть тысяч футов, затем переходите на эшелон два семь ноль через десять минут после взлёта. На взлёте один два ноль точка семьдесят пять. Ответчик шесть шесть четыре один (англ. Comair one ninety one, Lexington clearance. Cleared to Atlanta Airport via Bowling Green, ERLIN TWO arrival. Maintain six thousand, expect flight level two seven zero one zero minutes after departure. Departure's one two zero point seven five. Squawk six six four one). Второй пилот ответил: Окей, понял, э-э, Боулинг-Грин, э-э, не понял вторую часть. Шесть тысяч, двадцать точка семь пять, шесть шесть четыре один (англ. Okay, got uh, Bowling Green uh, missed the other part. Six thousand, twenty point seven five. Six six four one). В ответ диспетчер повторил: Комэйр один девяносто один, это Эрлин два, Эхо Ромео Лима, Индия, Новембер два (англ. Comair one ninety one, it's ERLIN TWO, Echo Romeo Lima, India, November Two arrival), в ответ с самолёта подтвердили получение информации.
В 05:52:04 пилоты начали обсуждать между собой, кто из них будет выполнять пилотирование; в итоге было решено, что самолётом будет управлять второй пилот. В 05:56:14 командир объявил о начале зачитывания контрольного списка, после чего в 05:56:34 второй пилот начал зачитывать контрольный список перед запуском двигателей. Зачитывая список, второй пилот сказал: Он какую полосу сказал? Одна из них … два четыре (англ. He said what runway? One of'em … two four), но КВС его поправил: Это два два (англ. It's two two), после чего второй пилот продолжил зачитывание списка, при этом ещё 3 раза упомянув ВПП №22. Когда зачитывание списка было завершено, уже рассвело, поэтому идентификационные огни взлётной полосы были погашены. Второй пилот предложил командиру направляться к ВПП №22 по более короткому маршруту — по рулёжной дорожке «ALPHA», состоявшей из двух коротких рулёжек. В 05:57:40 КВС сказал, что подготовка перед взлётом завершена.

### Руление к взлётной полосе

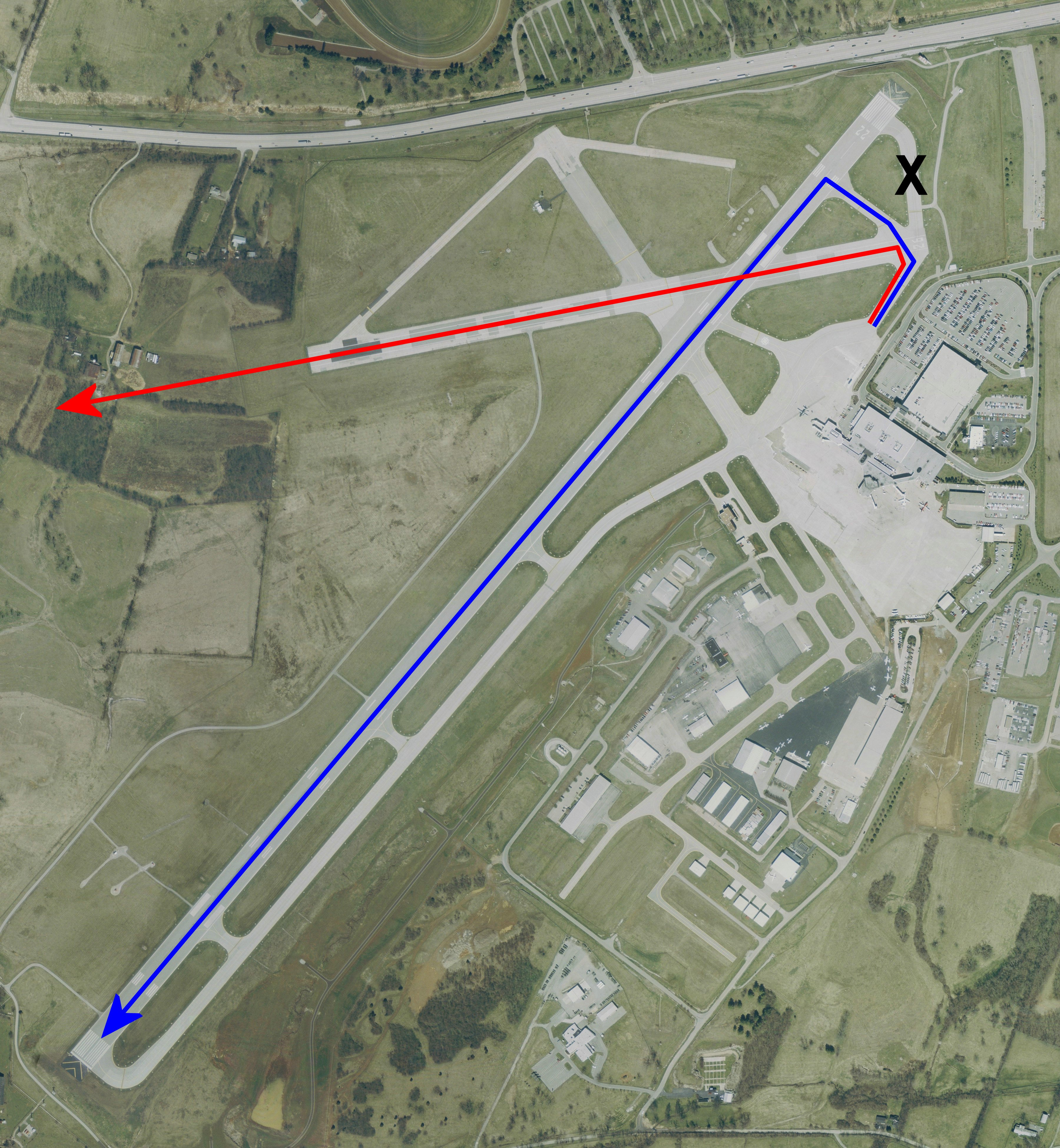
Вид на аэропорт Блю-Грасс за неделю до катастрофы. Показаны расчётная траектория взлёта рейса 5191 (с ВПП №22) и фактическая (с ВПП №26), а также закрытая рулёжная дорожка (Х)

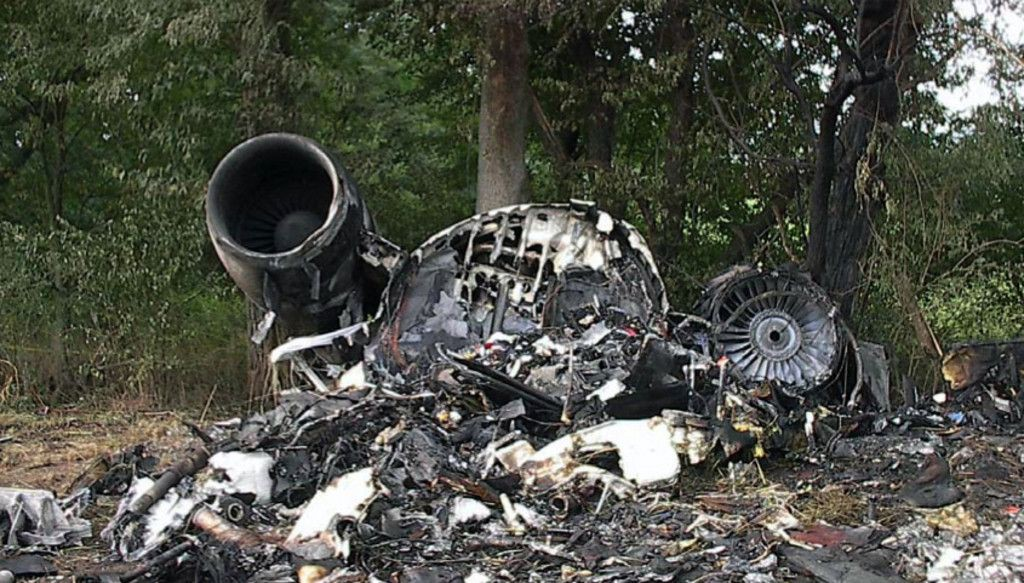
Обломки рейса 5191 (хвостовая часть и оба двигателя)

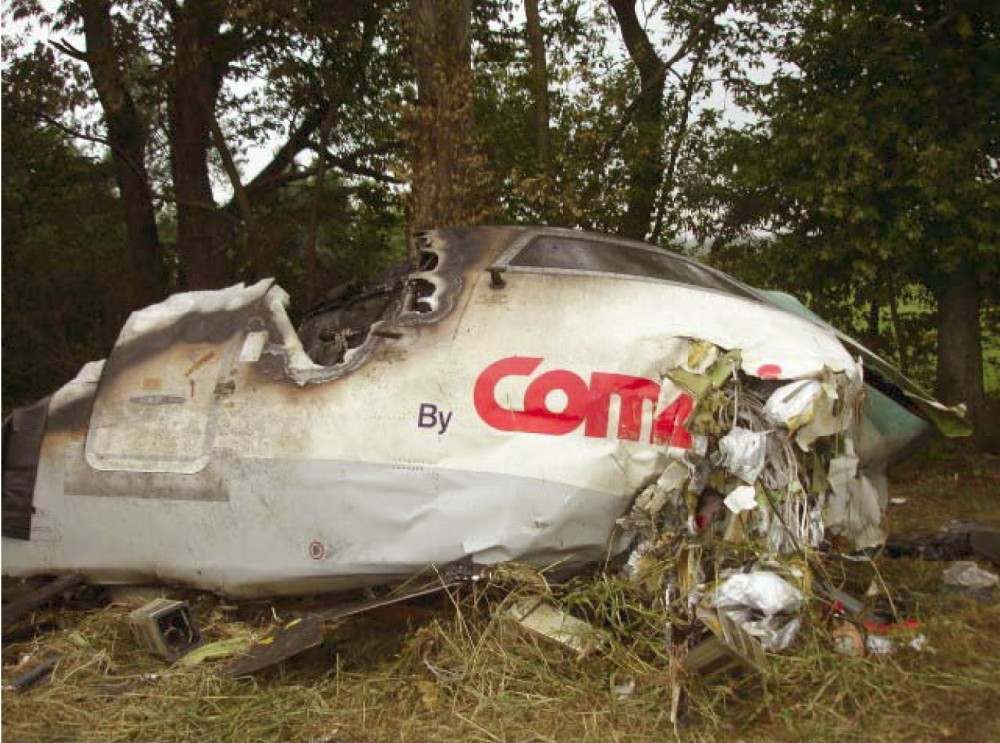
Обломки рейса 5191 (носовая часть)

В это время ещё было темно, в том числе луна уже закатилась за горизонт, а до восхода солнца оставалось больше часа. На небе стояла переменная облачность высотой 1400 метров, ветер 200° скорость 12,9 км/ч, видимость 13 километров, температура воздуха 19°C.
В 05:58:15 второй пилот начал зачитывать контрольный список перед запуском двигателей, но командир сказал, что этот список уже выполнен. Второй пилот сперва удивился этому, но после сказал, что скорость V1 (принятия решения) определена как 253 км/ч, а VR (взлётная) — 262 км/ч. В 05:58:50 начал работу параметрический самописец, при этом в автопилоте направление было указано как 227°, что соответствует взлётному магнитному курсу ВПП №22. В 05:59:14 КВС сказал, что они готовы отъезжать от перрона, после чего в 06:00:08 был сперва добавлен режим двигателя №1 (левого), а в 06:00:55 — двигателя №2 (правого). В 06:02:01 второй пилот доложил диспетчеру, что они готовы к рулению, на что диспетчер дал разрешение на следование к взлётной полосе №22; давая это разрешение, диспетчер предупредил о пересечении ВПП №26 без остановки, после чего второй пилот доложил: …руление к два два (англ. …taxi two two). В 06:02:17 рейс DL5191 с 47 пассажирами и 3 членами экипажа на борту начал руление по аэропорту Блю-Грасс. Общий вес лайнера составлял 22 265 килограммов при максимальном установленном для данного рейса 22 760 килограммов; центровка была 12% САХ при максимальной передней 9-12 %.
В 06:02:19 командир дал указание зачитать контрольный список по рулению, что второй пилот начал выполнять, при этом дважды (зевающим голосом) сказав: Наземный радар отображает (англ. Radar terrain displays) и Руление полостью проверено (англ. All the taxi check's complete). С 06:03:16 по 06:03:56 пилоты вели разговоры не на тему полёта, начатые ранее ещё при подготовке двигателей, а в 06:04:01 второй пилот ещё раз зачитал контрольный список перед взлётом, указав, что взлёт будет с ВПП №22, после чего в 06:04:33 КВС остановил лайнер на предварительном старте. Второй пилот по громкой связи поприветствовал пассажиров, а затем закончил зачитывать контрольный список перед взлётом. В 06:05:15 второй пилот связался с диспетчером и доложил: Комэйр один двадцать один, готов к взлёту (англ. Comair one twenty one, ready to go), на что через 3 секунды диспетчер передал: Комэйр один девяносто один, Лексингтон-башня, занимайте полосу, взлёт разрешён (англ. Comair one ninety one, Lexington uh, tower, fly runway heading, cleared for takeoff).

### Катастрофа
В ходе этого радиообмена ни пилоты, ни авиадиспетчер не обратили внимание, где на самом деле находится лайнер, и в результате в 06:05:24 командир дал команду на зачитывание следующего контрольного списка и в 06:05:41 вырулил к началу ВПП, но не №22, а вдвое более короткой №26 (2135 метров и 1067 метров соответственно).
Самолёт занял фактический магнитный курс 266°, когда в 06:05:46 второй пилот объявил, что контрольный список перед взлётом выполнен, после чего командир передал управление второму пилоту, сказав ему: Всё твоё (англ. All yours), что тот подтвердил, ответив: Тормоза мои, управление моё (англ. My brakes, my controls). В 06:06:05 речевой самописец зафиксировал звук увеличения оборотов двигателя, а после второй пилот сказал: Установите, пожалуйста, тягу (англ. Set thrust, please), на что КВС ответил: Тяга установлена (англ. Thrust set). В 06:06:16 второй пилот заподозрил неладное: Странно, что нет огней (англ. Dat is weird, with no lights); КВС на это ответил: Да (англ. Yeah), но не стал прерывать взлёт.
В 06:06:24 командир сказал: Сто узлов (англ. One hundred knots), а в 06:06:31,2: V один, подъём (англ. V one, rotate), как в ту же секунду воскликнул от изумления. В 06:06:32 разгонявшийся по ВПП рейс DL5191 начал поднимать нос, но вскоре выкатился за пределы ВПП, проехал 81 метр и в 06:06:33 наехал на 4-футовый (1,2 метра) земляной вал; после этого лайнер подскочил в воздух, но, поднявшись вверх на 12 метров, вновь опустился на землю, при этом левой стойкой шасси и крылом разрушив ограждение аэропорта. Оба пилота вскрикнули, в 06:06:35 лайнер достиг максимальной скорости (253 км/ч), но в 270 метрах от торца ВПП врезался в деревья и у него оторвалась левая плоскость крыла; в 06:06:37,2 запись на обоих бортовых самописцах оборвалась. Промчавшись через рощу ещё 28 метров, авиалайнер полностью разрушился и загорелся (относительно уцелела только носовая часть с кабиной пилотов).

### Спасательная операция
Диспетчер в это время был занят передачей уходящих рейсов и ему было не до наблюдения за взлётом рейса 5191, но когда он услышал шум, то всё же глянул туда и увидел огонь, после чего в 06:07:15 связался с пожарной станцией и в 06:07:22 сообщил, что самолёт авиакомпании Comair при взлёте с полосы №22 разбился у её западного торца.
Через 3,5 минуты после катастрофы на место прибыл офицер полиции Лексингтона, который успел вытащить второго пилота из разрушенной носовой части лайнера, после чего, не дожидаясь машин скорой помощи, посадил его в свой автомобиль и отвёз в больницу. На 2 минуты позже городского полицейского к самолёту прибыли полицейские аэропорта Блю-Грасс, когда пожар уже значительно усилился; пожарные машины смогли добраться до места катастрофы только через 11 минут. Но к этому моменту все оставшиеся внутри самолёта 49 человек — 2 члена экипажа (КВС и бортпроводник) и 47 пассажиров — погибли.

## Расследование
Расследование причин катастрофы рейса DL5191 проводил Национальный совет по безопасности на транспорте (NTSB).
1. Оба пилота имели необходимые сертификаты и надлежащую квалификацию для выполнения полёта. Нет никаких доказательств медицинских или поведенческих обстоятельств, которые могли бы привести к нарушениям в работе. Отдых экипажа перед выполнением полёта был дольше минимально установленного правилами компании и Федерального управления авиации.
2. Самолёт имел необходимые сертификаты и установленное оборудование, а обслуживание осуществлялось в соответствии с установленными инструкциями. Нет никаких доказательств отказов конструкции, двигателей или авиационных систем.
3. Погода не являлась одним из факторов. Видимость на взлётно-посадочной полосе была неограниченной при выполнении руления и взлёта. Само происшествие случилось в безлунную ночь при визуальных погодных условиях и за час до восхода солнца.
4. Командир и второй пилот считали, что самолёт был у начала полосы №22, когда вырулили на полосу №26 и начали разбег для взлёта.
5. Свою ошибку экипаж понял, лишь когда самолёт уже прошёл точку, откуда ещё можно было безопасно прервать взлёт.
6. Из-за того, что лайнер вырулил на полосу №26 и начал выполнять с неё взлёт, не имея на это разрешения, он выкатился за пределы полосы.
7. Если бы разбег выполнялся по полосе №22, то экипаж мог выполнить нормальный взлёт.
8. Неформальный разговор в кабине на сторонние темы при выполнении руления мог привести к потере экипажем своего местонахождения.
9. Имея разрешение на взлёт и считая, что предполётные проверки выполнены, пилоты не стали сверять показания приборов перед самым взлётом и не знали, что заняли неправильную полосу.
10. Несмотря на то, что уже при приёмке самолёта пилоты совершили небольшие ошибки (перепутали самолёт), нет никаких доказательств, что они заступили на работу уставшими.
11. Экипаж не соблюдал установленные процедуры, в том числе командир сократил процедуру выполнения контрольного списка перед началом руления, что создало в кабине атмосферу, способствующую возникновению ошибок.
12. Диспетчер не заметил, что пилоты заняли позицию для взлёта на неправильной и более короткой полосе, так как даже не думал, что могут быть проблемы во время руления, из-за чего больше внимания уделял обязанностям контроля за воздушным пространством аэропорта, а не взлёта.
13. Также диспетчер не предотвратил попытку экипажа занять неправильную полосу, так как больше был озабочен передачей вылетевшего самолёта другому диспетчеру.
14. Диспетчер мог к моменту происшествия уже устать, но не это привело его к решению не следить за выполнением взлёта.
15. Существующая в то время политика Федерального управления гражданской авиации по вопросам выполнения полётов была несовершенна, так как не обеспечивала необходимого контроля диспетчера за самолётами на аэродроме.
16. Второй пилот выжил благодаря быстро прибывшей помощи и скорейшей доставке в больницу, где ему оказали необходимое лечение.
17. Реагирование экстренных служб в данном происшествии было своевременным и хорошо скоординированным.
18. Существующие правила требовали от пилотов сперва убедиться, что их самолёт находится у правильной полосы, прежде чем занимать исполнительный старт и начинать взлёт.
19. Если бы в кабине на мониторах отображалась движущая карта аэропорта, или хотя бы схема полос, это могло помочь пилотам в получении информации о взлётно-посадочных полосах и рулёжных дорожках.
20. Эта катастрофа наглядно демонстрирует последствия, которые могут произойти, если самолёту дают разрешение пересечь полосу без предварительного запроса.
21. Диспетчер не должен был давать разрешение на взлёт до того, как убедится, что экипаж пересёк все взлётно-посадочные полосы, находящиеся на маршруте руления, что должно было уменьшить риск от возможных ошибок экипажа при определении своего местонахождения в аэропорту.
22. Вместо того, чтобы сосредотачиваться на административных функциях, диспетчер должен был больше следить за самолётами, чтобы предупредить возможные ошибки экипажей.
23. Решение старших авиадиспетчеров, чтобы в ночной работе в аэропорту Блю-Грасс работал один диспетчер, а не два, как этого требуют правила, способствовало созданию аварийной ситуации.
24. Из-за проходящей в то время реконструкции аэропорта, идентификаторы рулёжных дорожек, которые были в таблице аэропорта и которыми располагал экипаж, оказались неточными, из-за чего экипаж не получил информацию о закрытой рулёжной дорожке «A».
25. То, что диспетчер не предупредил пилотов об изменении конфигурации рулёжки «A», скорее всего не повлияло на неправильный выбор экипажем полосы.
26. Информация об изменениях в рулёжных дорожках уже была указана в полётных документах, а потому то, что диспетчер не передавал её, не стало фактором катастрофы.
27. Изменение рулёжки «A», которая была отодвинута к северному торцу полосы №8/26, не являлось фактором катастрофы.

Окончательный отчёт расследования был опубликован 26 июля 2007 года.
Согласно отчёту, причиной катастрофы стали ошибки пилотов, которые не стали использовать имеющиеся сигналы и средства для определения местонахождения самолёта на лётном поле при выполнении руления, а перед взлётом не стали выполнять перекрёстную проверку и не убедились, что самолёт находится на правильной полосе. Развитию аварийной ситуации способствовал несвоевременный разговор, произошедший во время руления (нарушение «Правила стерильной кабины»), из-за чего пилоты перестали осознавать своё местоположение, а также отсутствие требования от Федерального управления гражданской авиации, чтобы все пересечения взлётно-посадочных полос выполнялись только после получения конкретного разрешения от авиадиспетчера.

## Культурные аспекты
Катастрофа рейса 5191 показана в 21 сезоне канадского документального телесериала Расследования авиакатастроф в серии Трагедия в Лексингтоне.

### Комментарии
1. ↑  Оба проживали в Лексингтоне
2. ↑  Здесь и далее указано Североамериканское летнее восточное время — EDT